# Tis u Blatna
Tis u Blatna (německy Tiss bei Pladen) je obec Plzeňském kraji, v severní části okresu Plzeň-sever, třináct kilometrů východně od Žlutic. Žije zde 108 obyvatel.

## Historie
První písemná zmínka o vsi je z roku 1227, kdy patřila do majetku Kojaty z rodu Hrabišiců. Později byla majetkem špitálu pražských křižovníků s červenou hvězdou a to až do roku 1253, křižovníci vykonávali patronátní právo k místnímu kostelu. V průběhu husitských válek byla připojena k rabštejnskému panství. Od roku 1518 bylo celé panství ve vlastnictví Šliků, následně Libštejnských z Kolovrat. Roku 1631 získal Tis Albrechtovi z Valdštejna, po jeho zavraždění v roce 1634 byl v majetku královské komory. Následně jej vlastnili hrabata z Meggau, Pöttingové, Černínové a od roku 1748 Lažanští z Bukové na Manětíně.
Roku 1817 se Tis stal součástí chyšskému panství, u něhož zůstal až do zrušení patrimoniální správy.
Roku 1792 vznikla v Tisu škola, byť na počátku výuka probíhala v najaté místnosti. V roce 1888 byla postavena dvoutřídní škola a o rok později otevřena.[zdroj⁠?!] V roce 1926 byla ve vsi otevřena státní česká mateřská a obecná škola. Zdroj obživy pro obyvatele Tisu představovala zemědělství, práce v lesích a žulových lomech. V první polovině devatenáctého století byly v částech Sklárna a Nový Dvůr zřízeny vrchnostenské sklárny.

Po přijetí Mnichovské dohody se Tis stal součástí Říšské župy Sudety. Po druhé světové válce byli Němci odsunuti, a počet obyvatel vesnice klesl.

## Přírodní poměry

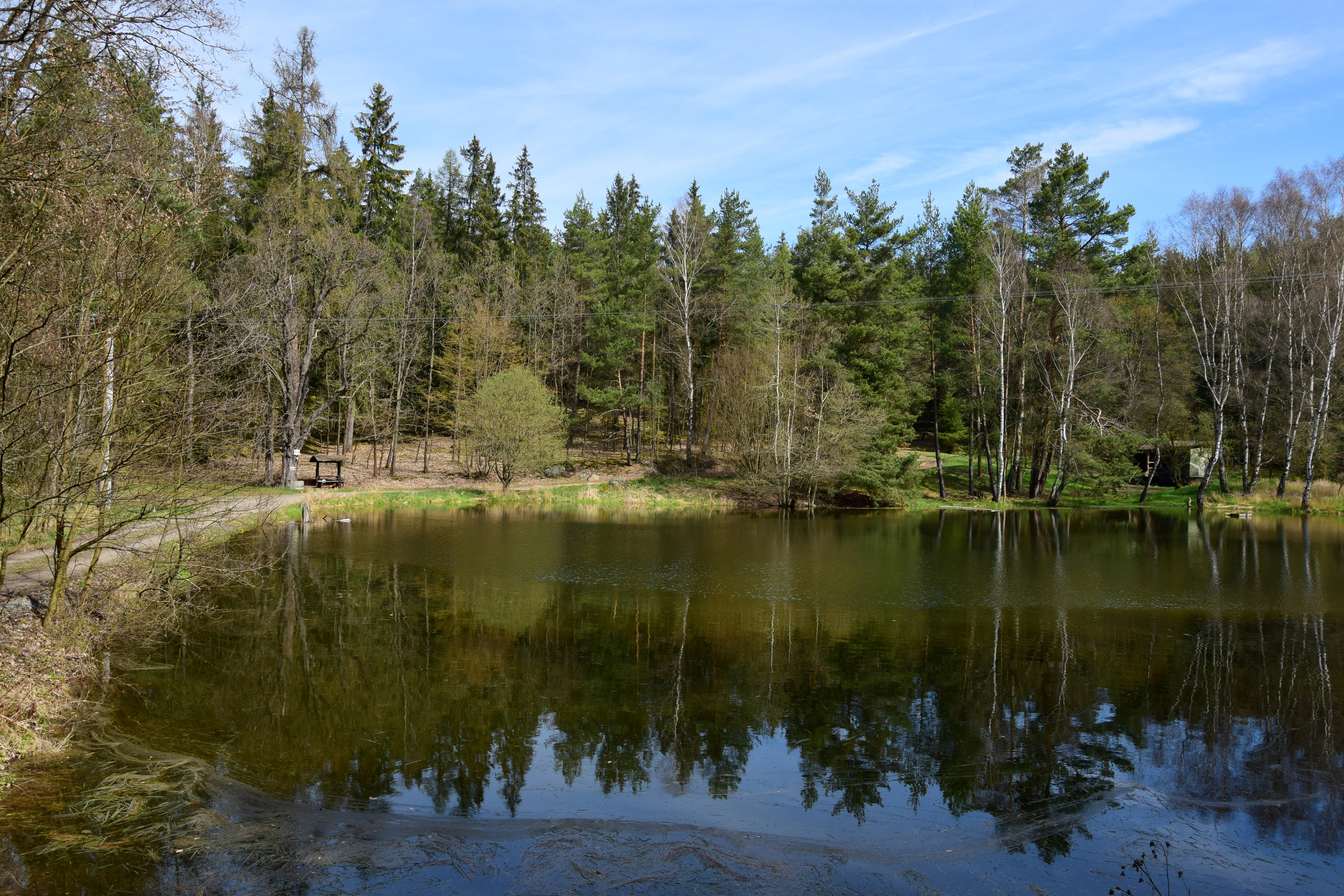
Rybník na Balkovském potoce

Tis sousedí s Blatnem na severovýchodě a Kračínem na západě. Tis u Blatna leží v přírodním parku Horní Střela, v lesích je žulové skalní město se skupinami i osamocenými balvany. Takové balvany mohou sloužit jako relativně snadný zdroj velkých kvádrů využívaných v sochařství. Jeden z balvanů z Tisského žulového skalního města byl například použit pro sokl pomníku Jana Valeriána Jirsíka, který stojí před katedrálou v Českých Budějovicích.
Na jižním okraji vesnice se nachází lom, ve kterém se těží biotitický granit, využívaný jako stavební a obkladový materiál. V hornině se místy objevují vyrostlice neoproterozoických hornin (velikost do pěti centimetrů), draselných živců (do šesti centimetrů) nebo žíly křemene s mocností několika decimetrů. Stejnou horninou je tvořena tzv. Lidčina skála, která se nachází 1,3 kilometru jihozápadně od vsi. Ve skutečnosti jde o skupinu žulových balvanů, které vznikly zvětráváním a žokovitým rozpadem horniny. Zdejší žula je součástí čistecko-jesenického plutonu a stáří horniny bylo stanoveno přibližně na 505 Ma.

## Obyvatelstvo
Při sčítání lidu v roce 1921 zde žilo 306 obyvatel (z toho 143 mužů), z nichž byli dva Čechoslováci, 300 Němců, tři Židé a jeden cizinec. Kromě pěti členů izraelské církve byli římskými katolíky. Podle sčítání lidu z roku 1930 měla vesnice 504 obyvatel: 133 Čechoslováků, 361 Němců, devět lidí jiné národnosti a jednoho cizince. Mimo římskokatolické většiny zde žil jeden evangelík, čtyři židé a dva lidé bez vyznání.
| Rok            | 1869 | 1880 | 1890 | 1900 | 1910 | 1921 | 1930 | 1950 | 1961 | 1970 | 1980 | 1991 | 2001 | 2011 |
| -------------- | ---- | ---- | ---- | ---- | ---- | ---- | ---- | ---- | ---- | ---- | ---- | ---- | ---- | ---- |
| Počet obyvatel | 392  | 467  | 459  | 446  | 497  | 306  | 504  | 108  | 150  | 150  | 101  | 74   | 88   | 77   |
| Počet domů     | 54   | 63   | 64   | 67   | 64   | 63   | 76   | 71   | 50   | 40   | 30   | 26   | 55   | 27   |

## Obecní správa
Roku 1850 se Tis stal obcí v politickém a soudním okrese Žlutice a v letech 1855–1858 patřil do obvodu smíšeného okresního úřadu ve Žluticích. K obci patřila osada Nový Dvůr, samota Nový Domek, chalupy Na Kolnách a Sklárna.

### Části obce
- Tis u Blatna
- Balková
- Kračín

V letech 1869–1950 k obci patřil i Nový Dvůr.

### Starostové
Starosty obce byli:
- Franz Haßmann (asi do roku 1923)
- Josef Eger (asi do roku 1929)
- Josef Schadek (asi do roku 1933)
- Rudolf Mader (asi do roku 1938)
- Franz Frank (asi 1938 – asi 1945)

## Pamětihodnosti
- kostel Povýšení svatého Kříže

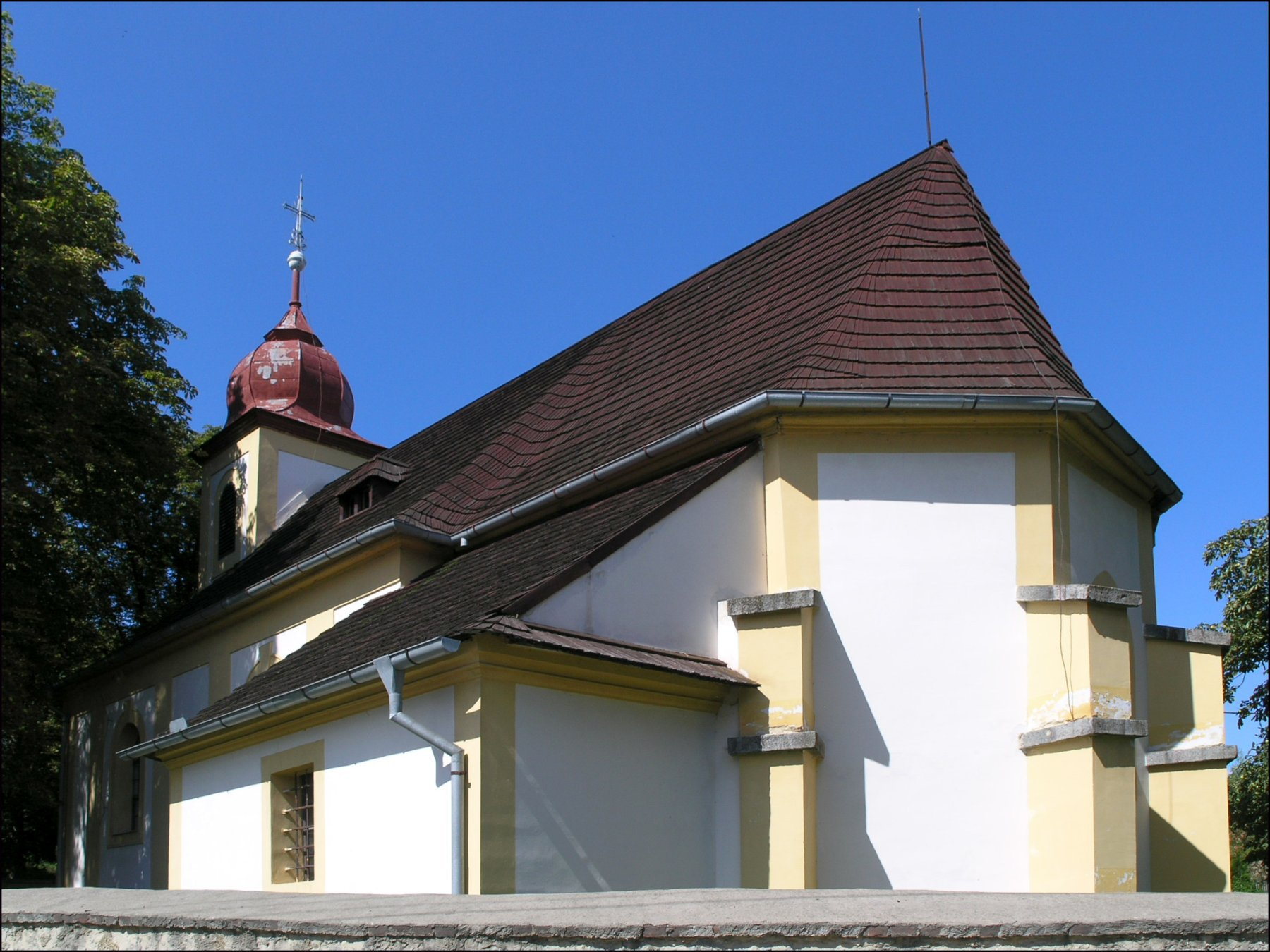
Kostel Povýšení svatého Kříže

- socha svatého Jana Nepomuckého na soklu u kostela (1825)
- litinový křížek s německým nápisem Bůh ochraňuj naši obec (1889)

## Osobnosti
V Tisu u Blatna se narodil jazzový trumpetista a zpěvák Jiří Jelínek (1922–1984).